# Expedición Robinson, la isla VIP
Expedición Robinson, la Isla VIP fue un reality show chileno, adaptado del formato inglés Expedition: Robinson, producido por Canal 13 y Promofilm. Salió al aire por primera vez el 19 de julio de 2006, después de haber sido completamente grabado en República Dominicana y editado en Argentina. Nicolás Quesille, conocido director de reality shows, estuvo a cargo de este, siendo su último trabajo para Canal 13, debido a que fue despedido de la estación televisiva por entablar una relación amorosa con una participante. Producción local en Dominicana a cargo de Gary Hurtado.

## Estructura

### Animadores
Los anfitriones fueron Sergio Lagos y Karla Constant (el primero que solo apareció al inicio y al final del programa).

### Temática
Los concursantes, gente de la farándula chilena, actores, cantantes y modelos, son abandonados durante 52 días en una isla en Los Haitises, República Dominicana, donde deberán sortear diferentes pruebas de supervivencia, que incluyen comer platos muy exóticos, como por ejemplo insectos.
Se dividen en dos grupos, uno ubicado en la isla norte y otro en la isla sur.

## Participantes
| Participante                                       | Equipo Inicial | Equipo Final | Resultado Final                  | Resultado Anterior          |
| -------------------------------------------------- | -------------- | ------------ | -------------------------------- | --------------------------- |
| Marcela Roberts Ingeniera comercial                | Isla Sur       | Individual   | Ganadora En duelo de habilidad   |                             |
| Fabricio Vasconcellos Bailarín, Ex-chico Mekano.   | Isla Sur       | Individual   | 2.º lugar En duelo de habilidad  |                             |
| Janis Pope Comunicadora audiovisual y bailarina    | Isla Sur       | Individual   | 3.er lugar En el último consejo  |                             |
| Rocío Marengo Modelo, cantante, bailarina y actriz | Isla Norte     | Individual   | 12.ª eliminada con duelo perdido |                             |
| Ronny Munizaga Modelo, Ex-chicoMekano, Bailarín    | Isla Norte     | Individual   | 11.º eliminado Con 3/6 votos     |                             |
| Cristina Prieto Arqueóloga                         | Isla Norte     | Individual   | 10.ª eliminada Con 4/7 votos     |                             |
| Constanza Moya Estudiante de cocina internacional  | Isla Norte     | Individual   | 9.ª eliminada Con 5/8 votos      |                             |
| Carlos Cruzat Boxeador profesional                 | Isla Sur       | Individual   | 8.º eliminado Con 5/9 votos      |                             |
| Paulo Iglesias Humorista                           | Isla Sur       | Individual   | 7.º eliminado Con 5/9 votos      |                             |
| Renato Münster Actor                               | Isla Sur       | Individual   | 6.º eliminado Con 5/10 votos     |                             |
| María Laura Donoso Modelo, Ex miss colita          | Isla Sur       |              | 5.ª eliminada Con 5/7 votos      |                             |
| César Ávila Cantante                               | Isla Norte     |              | 4.º eliminado Con 3/5 votos      | 1.º eliminado Con 5/7 votos |
| Javier Margas Exfutbolista                         | Isla Norte     |              | 3.º eliminado Con 5/6 votos      |                             |
| Moyenei Valdés Cantante                            | Isla Norte     |              | Abandona Por lesión              |                             |
| Danitza Aliaga Bióloga Marina                      | Isla Sur       |              | 2.ª eliminada Con 5/8 votos      |                             |
| Arturo Longton Empresario                          | Isla Norte     |              | Abandona Voluntariamente         |                             |

1. ↑  César Ávila luego de ganar el repechaje en una competencia contra Danitza Aliaga, ingresa a la competencia.

     Participante mujer.
     Participante varón.
- Semana 1 - 6:

     Participante del equipo Verde, correspondiente a la Isla Norte.
     Participante del equipo Azul, correspondiente a la Isla Sur.
- Semana 7 - 14:

     :     Participante en competencia individual.

### Participantes en otros realities
| Concursante     | Reality                          | País  | Año  | Resultado      |
| --------------- | -------------------------------- | ----- | ---- | -------------- |
| Marcela Roberts | Conquistadores del fin del mundo | Chile | 2003 | 13.a eliminada |
| Janis Pope      | Protagonistas de la fama         | Chile | 2003 | 6.a eliminada  |
| Constanza Moya  | Granjeras                        | Chile | 2005 | 6.a eliminada  |
| Arturo Longton  | La Granja                        | Chile | 2005 | 3.er lugar     |
| César Ávila     | Operación Triunfo Chile          | Chile | 2003 | Ganador        |

## Audiencia
| Horário              | # Eps. | Estreno             | Estreno         | Final                 | Final           | Posición | Temporada | Medio |
| Horário              | # Eps. | Data                | Primer capítulo | Data                  | Último capítulo | Posición | Temporada | Medio |
| -------------------- | ------ | ------------------- | --------------- | --------------------- | --------------- | -------- | --------- | ----- |
| lunes - jueves 22:00 | 64     | 19 de julio de 2006 | 26,0            | 16 de octubre de 2006 | 17,5            | 3        | 2006      | 15,5  |

## Fases de la competencia

### Equipos
| Semana:      | 1 - 6                       | 1 - 6                        | 7 - Final             |
| ------------ | --------------------------- | ---------------------------- | --------------------- |
| Equipos:     | Isla Norte                  | Isla Sur                     | Individual            |
| Integrantes: | Arturo Longton              | Carlos Cruzat                | Carlos Cruzat         |
| Integrantes: | César Ávila                 | Danitza Aliaga               | Constanza Moya        |
| Integrantes: | Constanza Moya              | Fabricio Vasconcellos        | Cristina Prieto       |
| Integrantes: | Cristina Prieto             | Janis Pope                   | Fabricio Vasconcellos |
| Integrantes: | Javier Margas               | Marcela Roberts              | Janis Pope            |
| Integrantes: | Moyenei Valdés              | María Laura Donoso           | Marcela Roberts       |
| Integrantes: | Ronny Munizaga              | Paulo Iglesias               | Paulo Iglesias        |
| Integrantes: | Rocío Marengo               | Renato Münster               | Renato Münster        |
| Integrantes: |                             | Rocío Marengo                |                       |
| Integrantes: |                             | Ronny Munizaga               |                       |
| Capitán:     | Semana 1 - 4: Javier Margas | Semana 1 - 6: Renato Münster | Semana 7 - Final: -   |

     Participante mujer.
     Participante varón.
: Capitán del respectivo equipo.

## Tabla resumen
|  |  | Marcela   | Gana      | Inmune    | Gana     | Gana      | Gana      | Salvada   | Salvada   | Salvada   | Salvada   | Salvada   | Salvada   | Riesgo    | Salvada   | Finalista | Ganadora |  |  |  |  |  |  |  |  |  |  |  |  |  |  |  |  |  |  |  |
|  |  | Fabricio  | Gana      | Salvado   | Gana     | Gana      | Gana      | Inmune    | Gana      | Gana      | Salvado   | Gana      | Salvado   | Salvado   | Salvado   | Finalista | Segundo  |  |  |  |  |  |  |  |  |  |  |  |  |  |  |  |  |  |  |  |
|  |  | Janis     | Gana      | Riesgo    | Gana     | Gana      | Gana      | Riesgo    | Salvada   | Salvada   | Gana      | Salvada   | Riesgo    | Gana      | Salvada   | Eliminada |          |  |  |  |  |  |  |  |  |  |  |  |  |  |  |  |  |  |  |  |
|  |  | Rocío     | Salvada   | Gana      | Salvada  | Salvada   | Riesgo    | Gana      | Salvada   | Salvada   | Riesgo    | Riesgo    | Riesgo    | Salvada   | Eliminada |           |          |  |  |  |  |  |  |  |  |  |  |  |  |  |  |  |  |  |  |  |
|  |  | Ronny     | Salvado   | Gana      | Salvado  | Salvado   | Riesgo    | Gana      | Salvado   | Salvado   | Riesgo    | Salvado   | Gana      | Eliminado |           |           |          |  |  |  |  |  |  |  |  |  |  |  |  |  |  |  |  |  |  |  |
|  |  | Cristina  | Inmune    | Gana      | Salvada  | Salvada   | Inmune    | Gana      | Salvada   | Salvada   | Salvada   | Salvada   | Eliminada |           |           |           |          |  |  |  |  |  |  |  |  |  |  |  |  |  |  |  |  |  |  |  |
|  |  | Constanza | Salvada   | Gana      | Salvada  | Riesgo    | Salvada   | Gana      | Salvada   | Salvada   | Salvada   | Eliminada |           |           |           |           |          |  |  |  |  |  |  |  |  |  |  |  |  |  |  |  |  |  |  |  |
|  |  | Carlos    | Gana      | Salvado   | Gana     | Gana      | Gana      | Salvado   | Salvado   | Riesgo    | Eliminado |           |           |           |           |           |          |  |  |  |  |  |  |  |  |  |  |  |  |  |  |  |  |  |  |  |
|  |  | Paulo     | Gana      | Salvado   | Gana     | Gana      | Gana      | Riesgo    | Riesgo    | Eliminado |           |           |           |           |           |           |          |  |  |  |  |  |  |  |  |  |  |  |  |  |  |  |  |  |  |  |
|  |  | Renato    | Gana      | Riesgo    | Gana     | Gana      | Gana      | Salvado   | Eliminado |           |           |           |           |           |           |           |          |  |  |  |  |  |  |  |  |  |  |  |  |  |  |  |  |  |  |  |
|  |  | María L.  | Gana      | Salvada   | Gana     | Gana      | Gana      | Eliminada |           |           |           |           |           |           |           |           |          |  |  |  |  |  |  |  |  |  |  |  |  |  |  |  |  |  |  |  |
|  |  | César     | Eliminado |           | Inmune   | Inmune    | Eliminado |           |           |           |           |           |           |           |           |           |          |  |  |  |  |  |  |  |  |  |  |  |  |  |  |  |  |  |  |  |
|  |  | Javier    | Salvado   | Gana      | Salvado  | Eliminado |           |           |           |           |           |           |           |           |           |           |          |  |  |  |  |  |  |  |  |  |  |  |  |  |  |  |  |  |  |  |
|  |  | Moyenei   | Riesgo    | Gana      | Abandona |           |           |           |           |           |           |           |           |           |           |           |          |  |  |  |  |  |  |  |  |  |  |  |  |  |  |  |  |  |  |  |
|  |  | Danitza   | Gana      | Eliminada |          |           |           |           |           |           |           |           |           |           |           |           |          |  |  |  |  |  |  |  |  |  |  |  |  |  |  |  |  |  |  |  |
|  |  | Arturo    | Abandona  |           |          |           |           |           |           |           |           |           |           |           |           |           |          |  |  |  |  |  |  |  |  |  |  |  |  |  |  |  |  |  |  |  |

     Participante mujer.
     Participante varón.
- Semana 1 - 6:

     Participante del equipo Verde, correspondiente a la Isla Norte.
     Participante del equipo Azul, correspondiente a la Isla Sur.
- Semana 7 - 14:

          Participante en competencia individual.
Competencia en equipos (Semana 1-6)
     El participante gana junto a su equipo la competencia por la inmunidad y queda inmune.
     El participante pierde junto a su equipo la competencia por la inmunidad, pero no estuvo en riesgo de quedar eliminado.
     El participante gana el "Talismán" y es inmune.
     El participante pierde junto a su equipo la competencia por la inmunidad y estuvo en riesgo de quedar eliminado de la competencia.
     El participante pierde junto a su equipo la competencia por la inmunidad y estuvo en riesgo, y posteriormente es eliminado de la competencia.
     El participante abandona la competencia.
Competencia individual (Semana 7-13)
     El participante gana la competencia y queda inmune.
     El participante pierde la competencia, pero no estuvo en riesgo de quedar eliminado.
     El participante pierde la competencia, y estuvo en riesgo de quedar eliminado de la competencia.
     El participante pierde la competencia, y estuvo en riesgo, y posteriormente es eliminado de la competencia.
Semifinal y Final
     El participante es semifinalista, no es eliminado en el consejo y posteriormente se convierte en finalista.
     El participante obtiene el tercer lugar.
     El participante obtiene el lugar el segundo lugar de la competencia.
     El participante obtiene el primer lugar de la competencia.

## Votos del «Consejo de eliminación»
| Participante | Participante | Participante | Semana          | Semana            | Semana    | Semana           | Semana          | Semana            | Semana                | Semana          | Semana           | Semana              | Semana             | Semana              | Semana       | Semana         | Semana         | Semana |
| Participante | Participante | Participante | Equipos         | Equipos           | Equipos   | Equipos          | Equipos         | Equipos           | Individuales          | Individuales    | Individuales     | Individuales        | Individuales       | Individuales        | Individuales | Finales        | Finales        |        |
| Participante | Participante | Participante | 1               | 2                 | 3         | 4                | 5               | 6                 | 7                     | 8               | 9                | 10                  | 11                 | 12                  | 13           | SF             | F              |        |
| ------------ | ------------ | ------------ | --------------- | ----------------- | --------- | ---------------- | --------------- | ----------------- | --------------------- | --------------- | ---------------- | ------------------- | ------------------ | ------------------- | ------------ | -------------- | -------------- | ------ |
|              |              | Marcela      | —               | Renato            | —         | —                | —               | Paulo             | Paulo                 | Paulo           | Rocío            | Constanza           | Cristina           | Ronny               | —            | —              | Ganadora       |        |
|              |              | Fabricio     | —               | Danitza           | —         | —                | —               | María L.          | Renato                | Carlos          | Carlos           | Constanza           | Cristina           | Marcela             | —            | —              | Segundo        |        |
|              |              | Janis        | —               | Danitza           | —         | —                | —               | María L.          | Paulo                 | Paulo           | Carlos           | Constanza           | Rocío              | Ronny               | —            | Tercera        |                |        |
|              |              | Rocío        | César           | —                 | —         | Javier           | César           | —                 | Renato                | Carlos          | Carlos           | Constanza           | Cristina           | Marcela             | —            |                |                |        |
|              |              | Ronny        | César           | —                 | —         | Javier           | César           | —                 | Renato                | Carlos          | Carlos           | Constanza           | Cristina           | Marcela             |              |                |                |        |
|              |              | Cristina     | César           | —                 | —         | Javier           | César           | —                 | Renato                | Paulo           | Carlos           | Constanza           | Janis              | Ronny               |              |                |                |        |
|              |              | Constanza    | Moyenei         | —                 | —         | Javier           | Rocío           | —                 | Paulo                 | Paulo           | Rocío            | Rocío               | Janis              |                     |              |                |                |        |
|              |              | Carlos       | —               | Renato            | —         | —                | —               | María L.          | Paulo                 | Paulo           | Ronny            | Rocío               |                    |                     |              |                |                |        |
|              |              | Paulo        | —               | Danitza           | —         | —                | —               | María L.          | Renato                | Carlos          | Carlos           |                     |                    |                     |              |                |                |        |
|              |              | Renato       | —               | Danitza           | —         | —                | —               | María L.          | Paulo                 |                 |                  |                     |                    |                     |              |                |                |        |
|              |              | María L.     | —               | Danitza           | —         | —                | —               | Janis             |                       |                 |                  |                     |                    |                     |              |                |                |        |
|              |              | César        | Moyenei         |                   | —         | Javier           | Ronny           |                   |                       |                 |                  |                     |                    |                     |              |                |                |        |
|              |              | Javier       | César           | —                 | —         | Constanza        |                 |                   |                       |                 |                  |                     |                    |                     |              |                |                |        |
|              |              | Moyenei      | César           | —                 | —         |                  |                 |                   |                       |                 |                  |                     |                    |                     |              |                |                |        |
|              |              | Danitza      | —               | Janis             |           |                  |                 |                   |                       |                 |                  |                     |                    |                     |              |                |                |        |
|              |              | Arturo       | [ n 1 ]         |                   |           |                  |                 |                   |                       |                 |                  |                     |                    |                     |              |                |                |        |
| Bienestar:   | Bienestar:   | Bienestar:   | Tribu Norte     | Tribu Sur         | Tribu Sur | Tribu Norte      | Tribu Sur       | Tribu Sur         | Fabricio              | Fabricio        | Fabricio         | Ronny               | Cristina           | Fabricio            | Fabricio     |                |                |        |
| Inmunidad:   | Inmunidad:   | Inmunidad:   | Tribu Sur       | Tribu Norte       | Tribu Sur | Tribu Sur        | Tribu Sur       | Tribu Norte       | Fabricio              | Fabricio        | Janis            | Fabricio            | Ronny              | Janis               |              |                |                |        |
| Talismán:    | Talismán:    | Talismán:    | Cristina        | Marcela           | César     | César            | Cristina        | Fabricio          |                       |                 |                  |                     |                    |                     |              |                |                |        |
| Eliminado:   | Eliminado:   | Eliminado:   | César 5/7 votos | Danitza 5/8 votos | Moyenei   | Javier 5/6 votos | César 3/5 votos | María L 5/7 votos | (*) Renato 5/10 votos | Paulo 5/9 votos | Carlos 6/9 votos | Constanza 6/8 votos | Cristina 4/7 votos | (*) Ronny 3/6 votos | Rocío        | Sin eliminados | Sin eliminados |        |

1. ↑  Abandona en la respectiva semana, horas/días después de la nominación en la debía votar.
2. ↑  Durante la semana 3 no hubo proceso de eliminación debido a que Moyenei abandonó la competencia.

     Participante mujer.
     Participante varón.
- Semana 1 - 6:

     Participante del equipo Verde, correspondiente a la Isla Norte.
     Participante del equipo Azul, correspondiente a la Isla Sur.
- Semana 7 - Final:

          Participante en competencia individual.
Competencia:
- César Ávila reingreso a la competencia en la tercera semana, en reemplazo de Moyenei Valdés.
- (*) Debió decidir el inmune de la semana, por producirse un empate.

- Semana 9 - 12:

          El voto fue dejado por el eliminado.